# Bitwa pod Lipniszkami
Bitwa pod Lipniszkami – bitwa stoczona 27 maja 1794 roku podczas insurekcji kościuszkowskiej.
Naczelny wódz Armii Wielkiego Księstwa Litewskiego generał Jakub Jasiński zamierzał połączyć się z dywizją generała Antoniego Chlewińskiego, która przybyła w tym czasie z Merecza do Ejszyszek, by następnie zaatakować awangardę dywizji generała Pawła Cycjanowa liczącą 1 350 żołnierzy i 8 dział. Straż przednia Cycjanowa po niedawnej przeprawie przez Niemen stacjonowała w Mikołajewie.
Jasiński wraz ze swoją dywizją liczącą ponad 3 000 żołnierzy ruszył z Wilna około 18 maja i maszerując przez Jaszuny, Wielkie Soleczniki i Woronów około 22 maja połączył się z liczącą około 2 000 żołnierzy dywizją Chlewińskiego. Połączone dywizje dotarły 23 maja do Iwia.
W międzyczasie straż przednia Cycjanowa wycofała się za Niemen, natomiast do ofensywy przystąpił Levin Bennigsen, który 24 maja zajął Wiszniew, a 26 maja idąc przez Bogdanów dotarł do Trab. Ponieważ ofensywa Bennigsena groziła wojskom litewskim odcięciem od Wilna, Jasiński razem z Chlewińskim 26 maja musieli wycofać się do Lipniszek. Bennigsen, który miał 4 400 żołnierzy i 18 dział, 27 maja około godziny 3 nad ranem wyruszył z Trab i około południa podszedł pod Lipniszki.
Pomimo że litewskie dywizje Jasińskiego i Chlewińskiego, mające łącznie ponad 5 000 żołnierzy, posiadały przewagę liczebną, Bennigsen postanowił zaatakować. Bitwę rozpoczęła rosyjska artyleria, której wkrótce odpowiedziały działa litewskie. Następnie oddziały Bennigsena w dwóch kolumnach sforsowały rzeczkę Gawię i ustawiły się w szyku bojowym. Jasiński cofnął swe siły za Lipniszki.
Po przygotowaniu artyleryjskim wojska rosyjskie i litewskie stoczyły zacięty kilkugodzinny bój. Pod koniec walk Jasiński rzucił do szarży kawalerię, jednak atak się nie powiódł. Gdy Bennigsen zagroził lewemu skrzydłu litewskiemu, Jasiński, który obawiał się nadejścia dodatkowych oddziałów rosyjskich, nakazał odwrót do Lidy. Bennigsen przez krótki czas próbował ścigać cofających się Litwinów, po czym zawrócił do Lipniszek, skąd 28 maja odszedł do Iwia.
Litwini stracili w bitwie około 200 żołnierzy, natomiast Rosjanie - około 150 żołnierzy.